# 三官庙站
三官庙站是一个京广线上的铁路车站，位于河南省信阳县三官庙村，建于1912年，2004年因中国铁路第五次大提速而撤销，撤销前为四等站，邮政编码为464194，客运曾办理旅客乘降；行李、包裹托运；货运曾办理整车、零担货物发。